# Alice McKennis
 Alice McKennis (Glenwood Springs, 18 augustus 1989) is een Amerikaanse alpineskiester. Ze nam eenmaal deel aan de Olympische Winterspelen, maar behaalde geen medaille.

## Carrière
McKennis maakte haar wereldbekerdebuut in december 2008 tijdens de afdaling in Lake Louise (Canada). Tijdens haar tweede deelname aan een wereldbekerwedstrijd, eveneens een afdaling in Lake Louise in december 2009, was McKennis al meteen goed voor een 18e plaats. In haar derde wedstrijd, een dag na haar tweede wedstrijd, behaalde ze haar eerste toptienklassering. Op 12 januari 2013 boekte ze in Sankt Anton haar eerste wereldbekerzege.
In 2010 nam McKennis deel aan de Olympische Winterspelen. In Vancouver werd McKennis gediskwalificeerd op de olympische afdaling.

## Resultaten

### Olympische Spelen
| Jaar | Plaats      | Resultaten              |
| ---- | ----------- | ----------------------- |
| 2010 | Vancouver   | DSQ Afdaling            |
| 2018 | Pyeongchang | 5e Afdaling 16e Super G |

### Wereldkampioenschappen
| Jaar | Plaats     | Resultaten   |
| ---- | ---------- | ------------ |
| 2013 | Schladming | 17e Afdaling |

### Wereldbeker
Eindklasseringen
| Seizoen   | Algm | AD  | SG  |
| --------- | ---- | --- | --- |
| 2009/2010 | 59e  | 20e | 46e |
| 2010/2011 | 85e  | 32e | 46e |
| 2011/2012 | 61e  | 20e | –   |
| 2012/2013 | 41e  | 10e | -   |
| 2014/2015 | 56e  | 23e | 50e |
| 2015/2016 | 66e  | 26e | 52e |
| 2016/2017 | 79e  | 33e | 46e |
| 2017/2018 | 45e  | 18e | 33e |
| 2019/2020 | 65e  | 28e | 33e |

Wereldbekerzeges
| Datum           | Plaats      | Onderdeel |
| --------------- | ----------- | --------- |
| 12 januari 2013 | Sankt Anton | Afdaling  |